# Club Life: Volume One (Las Vegas)
Club Life Volume One Las Vegas es el título del álbum recopilatorio lanzado por el aclamado DJ y productor holandés Tiësto en 2011 y que debe su nombre a sus conciertos durante todo el año en Las Vegas.
El álbum debe su nombre a los conciertos de Tiësto realizados en el Hard Rock Cafe Casino The Joint en Las Vegas, Nevada donde firmó Residencia de DJ. Las canciones han sido elegidas basándose en las mejores canciones  tocadas durante el año. Después del lanzamiento de  Kaleidoscope, el DJ se aventura en elementos más variados dentro de la música electrónica, 
a diferencia de su estilo tradicional, la música trance exclusivamente.

## Lista de canciones
| Club Life Volume One Las Vegas |                                                                                |                  |  |
| N.º                            | Título                                                                         | Duración         |  |
| 1.                             | «Henrik B feat. Christian Älvestam - Now & Forever» (Original Mix)             | 7:47             |  |
| 2.                             | «Tom Hangs feat. Shermanology - Blessed» (Original Mix)                        | 4:53             |  |
| 3.                             | «Cazzi Opeia - I Belong to You» (Axel Bauer and Lanford Remix)                 | 6:00             |  |
| 4.                             | «Steve Forte Rio feat. Lindsey Ray - Slumber» (Original Mix)                   | 5:45             |  |
| 5.                             | «Lune - Girls with Bangs» (Tiësto Remix)                                       | 5:52             |  |
| 6.                             | «Rebecca & Fiona - Bullets» (Club Mix)                                         | 5:35             |  |
| 7.                             | «Dúné - Heiress Of Valentina» (Alesso Remix)                                   | 6:23             |  |
| 8.                             | «Tiësto & Marcel Woods - Don't Ditch» (Original Mix)                           | 5:38             |  |
| 9.                             | «Amy Meredith - Young at Heart» (Angger Dimas Remix)                           | 5:14             |  |
| 10.                            | «Alex Sayz - Faces» (Original Mix)                                             | 5:15             |  |
| 11.                            | «Moguai - We Want Your Soul» (Thomas Gold Remix)                               | 4:30             |  |
| 12.                            | «Boys Will Be Boys - We Rock» (Original Mix)                                   | 6:02             |  |
| 13.                            | «Tiësto & Hardwell - Zero 76» (Original Mix)                                   | 5:00             |  |
| 14.                            | «Kaskade - Fire in Your New Shoes» (Sultan & Ned Shepard Electric Daisy Remix) | 5:38             |  |
| 15.                            | «Tiësto vs Diplo - C'Mon» (Original Mix)                                       | 4:06 - Tracklist |  |

## Posicionamiento en listas
| Lista (2011)                                     | Mejor posición |
| ------------------------------------------------ | -------------- |
| Reino Unido (UK Albums Chart)                    | 33             |
| Estados Unidos (Billboard Top Electronic Albums) | 3              |